# (26998) Iriso
(26998) Iriso est un astéroïde de la ceinture principale.

## Description
(26998) Iriso est un astéroïde de la ceinture principale. Il fut découvert le 25 décembre 1997 à Chichibu par Naoto Satō. Il présente une orbite caractérisée par un demi-grand axe de 3,21 UA, une excentricité de 0,18 et une inclinaison de 14,6° par rapport à l'écliptique.

## Compléments